# Otto Herschel
Otto Herschel (30. prosince 1871 Teplice – 14. prosince 1958 Richmond, USA) byl grafik a malíř klasického stylu, vytvářel převážně portréty a obrazy s židovskou tematikou.

## Život
Otto Herschel se narodil v Teplicích v  zámožné židovské rodině. Otec Johann Herschel  byl majitel továrny na kovové zboží. Otto Herschel studoval nejprve na teplické keramické škole, později pokračoval na vídeňské vysoké škole uměleckých řemesel /Kunstwergenwerbeschule/ u Franze Matsche, malíře a sochaře. V roce 1906, po studijní cestě do Itálie, se zapsal na Královskou akademii výtvarných umění v Mnichově. Zde ho vedl Carl von Maar. Během první světové války odešel do neutrálního Nizozemska, kde se seznámil se svou budoucí manželkou, Klarou Vienerovou. Později žil v Rakousku. Působil převážně ve Vídni, ale i v Benátkách. Po roce 1939 odešel s rodinou do Nizozemska a v roce 1940 emigroval i se svou manželkou do USA. Zde žil nejprve v St. Petersburgu na Floridě, později v Richmondu. Roku 1945 získal americké občanství a přijal jméno Otto John Herschel. 

## Činnost v Teplicích
Otto Herschel se pravidelně vracel do Teplic, kde se zapojil do výtvarného života. V roce 1924 měl samostatnou výstavu v teplickém  muzeu. Byl členem významného uměleckého spolku Metznerbund, spolku německy hovořících umělců v Československu. Vystavoval také na souborné výstavě  Sekce pro výtvarné umění v Teplicích v roce 1935.Regionální muzeum  Teplice vlastní čtyři jeho olejomalby a dva akvarely z prostředí židovského ghetta.

## Tvorba a výstavní činnost
Otto Herschel vystavoval svá díla na mnoha místech v Evropě. V Praze, Mnichově i ve Vídni, kde byl členem spolku Viener Kunstlerhaus, v Benátkách, Berlíně a později také v USA. V roce 1907 byl mezi umělci Spolku německých umělců v Čechách, kteří vystavovali spolu s Krasoumnou jednotou v Rudolfinu. Roku 1908 se účastnil jubilejní výstavy Krasoumné jednoty v Praze. Jeho obrazy jsou zastoupeny v mnoha evropských a amerických sbírkách. V tvorbě se věnoval městským tématům, portrétům, často židovských učenců, dívek a žen v domácím prostředí.